# Тасос (гравёр)
Та́сос (греч. Τάσσος; настоящее имя Анаста́сиос Алеви́зос, Αναστάσιος Αλεβίζος; 25 марта 1914, Лефкохора, Мессения — 13 октября 1985, Афины) — видный греческий гравёр XX века.

## Биография
Тассос родился в 25 марта 1914 году в селе Лефкохора в Мессении в семье Антониса Алевизоса и Ставрулы Петрулии
С малых лет брал уроки живописи у Георгия Котсакиса. В 1930 году, в возрасте 16 лет, был принят в Афинскую школу изящных искусств. Учился скульптуре и живописи в мастерских Томаса Томопулоса, Умвертоса Аргироса и Константиноса Партениса.
С 1933 года и до завершения учёбы в Школе в 1939 году учился гравировке в мастерской Янниса Κефаллиноса. Значительную роль в решении Тассоса посвятить себя искусству гравировки сыграло его знакомство с Димитрисом Галанисом, видным греческим гравёром межвоенного периода. Галанис посвятил его также в искусство гравировки Франции. Тассос продолжил своё образование в Париже и Риме. Его талант был признан на Всегреческой художественной выставке 1938 года, где он получил Приз гравюры. Двумя годами позже (1940) он был удостоен Государственной медали гравюры.

## Сопротивление
Тассос вступил в 1930 году в компартию Греции — первоначально в молодёжь партии (ΟΚΝΕ), а позже стал членом партии.
В возрасте 18 лет он разместил свои первые работы в журнале «Молодые первопроходцы» (Νέοι Πρωτοπόροι) и чуть позже в газете греческих коммунистов «Ризоспастис».
Ксилографию Тассос считал «искусством народа».

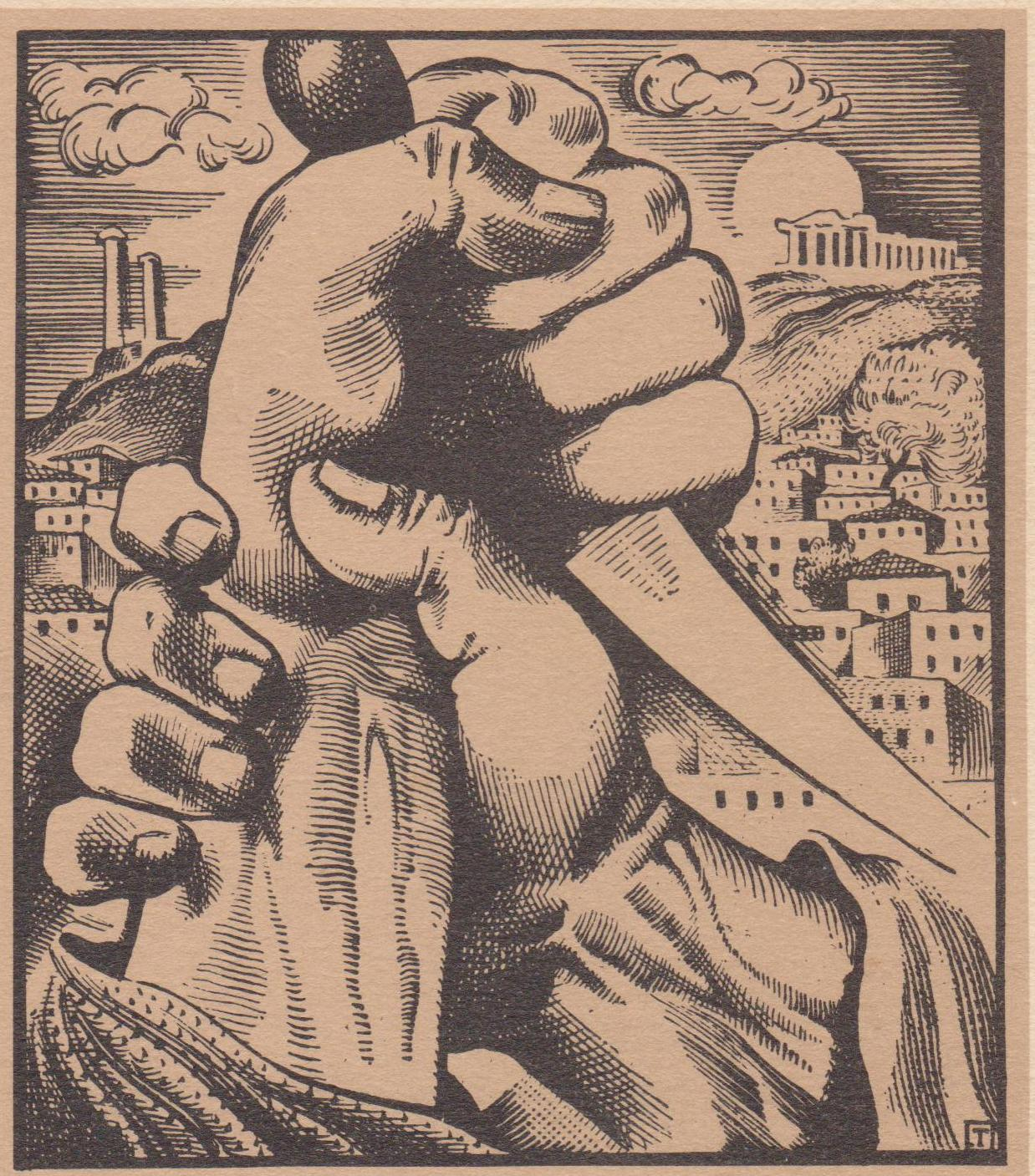
Кинжал агрессии Муссолини против Греции 28 октября 1940 года.

С началом греко-итальянской войны 1940 года Тассос, как и многие другие ученики Янниса Кефаллиноса, создавал пропагандистские афиши для воодушевления греческого народа. В годы последовавшей тройной германо-итало-болгарской оккупации Греции, Тассос вступил в Единую Всегреческую Организацию Молодёжи (ΕΠΟΝ) и в Национально-освободительный фронт Греции (ΕΑΜ), чтобы продолжить (уже в подполье) создание пропагандистских материалов Сопротивления.
25 марта 1943, в годовщину Греческой революции 1821 года, находясь в подполье, он выпустил альбом гравюр Сопротивления, соавторами которого вместе с ним были гравёры Катраки, Васо, Майору, Лукия и Веллиссаридис, Георгиос. В 1944 году подпольная организация ΕΑΜ-художников приняла решение участвовать в всегреческой выставке, проводившейся под контролем оккупантов. В результате через несколько дней немцы закрыли выставку. Художники Тассос, Кефаллинос, Корояннакис, Канас были арестованы.
После освобождения Греции, Первого мая 1945, в первую годовщину расстрела 200, Тассос, вместе с граверами Катраки, А. Корояннакисом, Велиссаридисом, Майору и Г. Манусакисом, выпустил альбом «Алтарь Свободы».

## После войны
После освобождения Тассос обратился, кроме военной эпики, и к другой тематике — обнажённым телам, натюрмортам и портретам, и начал использовать цвета в своих ксилографиях.
Тассос питал особую любовь к книге и графике. Уже с 1939 года, после окончания Школы искусств, он исполнял обложки и украшал литературный журнал Новый очаг (Νέα Εστία). Сразу после освобождения он возглавил художественное руководство издательства «Новые Книги» (Τα Νέα Βιβλία), созданного КПГ в 1945 году и закрытого греческими властями в 1948 году. В 1948 году он начал сотрудничать с государственной Организацией издания школьных книг (ΟΕΣΒ). Продуктом этого сотрудничества стало иллюстрирование многих учебников для начальных школ и гимназий, начиная с Хрестоматии шестого класса начальной школы, которая была издана в 1949 году.

В общей сложности в течение 45 лет он проиллюстрировал более 60 книг, не считая изданий, просто использовавших его известные ксилографии в качестве иллюстраций.
В 1948 году он стал также художественным советником типографии «Аспиотис-Элка». С 1954 по 1967 год он исполнил ряд почтовых марок по заказу Греческой почты, первоначально используя технику цветной ксилографии, а затем офсетную технику.
С 1953 года он приступил к изданию своих авторских альбомов, начиная с альбома «На чёрном хребте Псара» («Στων Ψαρών την ολόμαυρη ράχη»), посвящённого героической обороне и разрушению острова Псара турками в 1824 году.
С 1962 года и до самой своей смерти Тассос создавал почтовые марки для Кипрской республики.
В 1959 году Тассос возглавил факультет графических искусств Афинского технологического института, где преподавал до 1967 года.
Тассос был одним из учредителей художественного общества «Уровень» (Στάθμη), которое организовало его выставку-ретроспективу, сразу по окончании гражданской войны в Греции (1946—1949). Тассос выставял свои работы на Биеннале Венеции (1952) и Лугано (1953).
В 60-е годы его тематика начала концентрироваться на формах человеческого тела. Он постепенно оставил цвета, гравировал всё бо́льшие поверхности дерева и начал создавать тематические единства в триптихах и тетраптихах. Одновременно он занялся изображением святых православной церкви и продолжал иллюстрировать книги.
Перемена в манере гравера заметна в иллюстрациях книги «Земли, обагрённые кровью» (1963) писательницы Сотириу, Дидо.
В 1965 году ксилографиями Тассоса по просьбе нобелевского лауреата, поэта Георгиоса Сефериса, проиллюстрировали книгу последнего «Песнь Песен».
В период диктатуры полковников Тассос покинул Грецию, создавая за рубежом произведения протеста.
В этот период в числе его работ числятся ксилографии для иллюстрирования «Анабасиса Кира» Ксенофонта (1969) и двухтомного издания «Истории Пелопоннесских войн» Фукидида (1974).
После падения хунты Тассос выставил свои работы в Национальной галерее (1975) и немногим позже стал членом совета директоров Галереи. В 1977 году Тассос стал одним из учредителей Всегреческого культурного движения.

## Последние годы
Среди последних авторских изданий Тассоса числится «Лисистрата» (1978) с 24 цветными ксилографиями. Среди иллюстраций книг — «Эпитафия» (Επιτάφιο) лауреата Международной Ленинской премии «За укрепление мира между народами» Янниса Рицоса (юбилейное издание 1979 года).
Тассос продолжал работать до последних дней своей жизни. Он умер в октябре 1985 года, оставив незавершённой серию восьми композиций для муниципалитета Волоса.
Тассос «оставался до конца своей жизни мобилизованным в борьбе за новое общество, справедливое, демократическое и социалистическое».
Своё творческое кредо Тассос выразил следующим образом:

«С непобедимым упорством и терпением я буду всегда искать / лист хорошей бумаги и писателя / чью работу буду печатать с любовью / держа в руках которую отправлюсь / на встречу со своими критиками / которые в свою очередь / будут держать в своих руках камень анафемы против меня… / Но мне достаточен запах типографской краски, чтобы продолжать…» (Α. Τассос).

В 1987 году, через два года после смерти Тассоса, Национальная галерея организовала вторую выставку — ретроспективу его работ.

## Общество Тассос
Через год после смерти Тассоса было создано Общество изобразительных искусств «Α. Τассос» с целью популяризации его творчества и поддержки греческой гравюры. С 1991 и каждый последующий третий год Общество организует коллективные выставки молодых греческих гравёров в разных городах Греции. Общество также содержит открытым в качестве музея дом, где жил и работал Тассос и его жена, художник и гравёр Лукия Майору (род. 1914), в квартале Мец.